# Panneau de particules
 (novembre 2024).

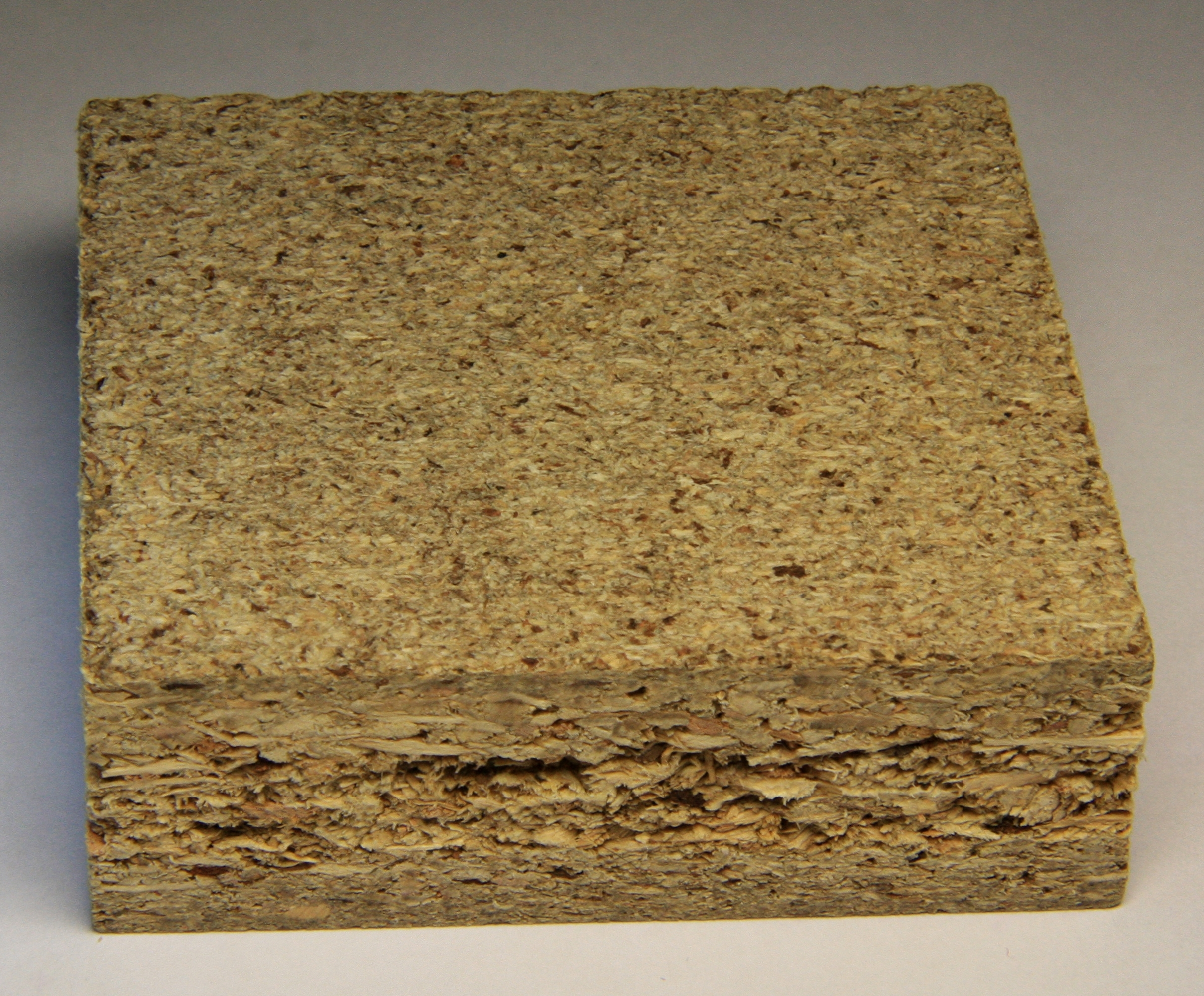
Panneau de particules de bois

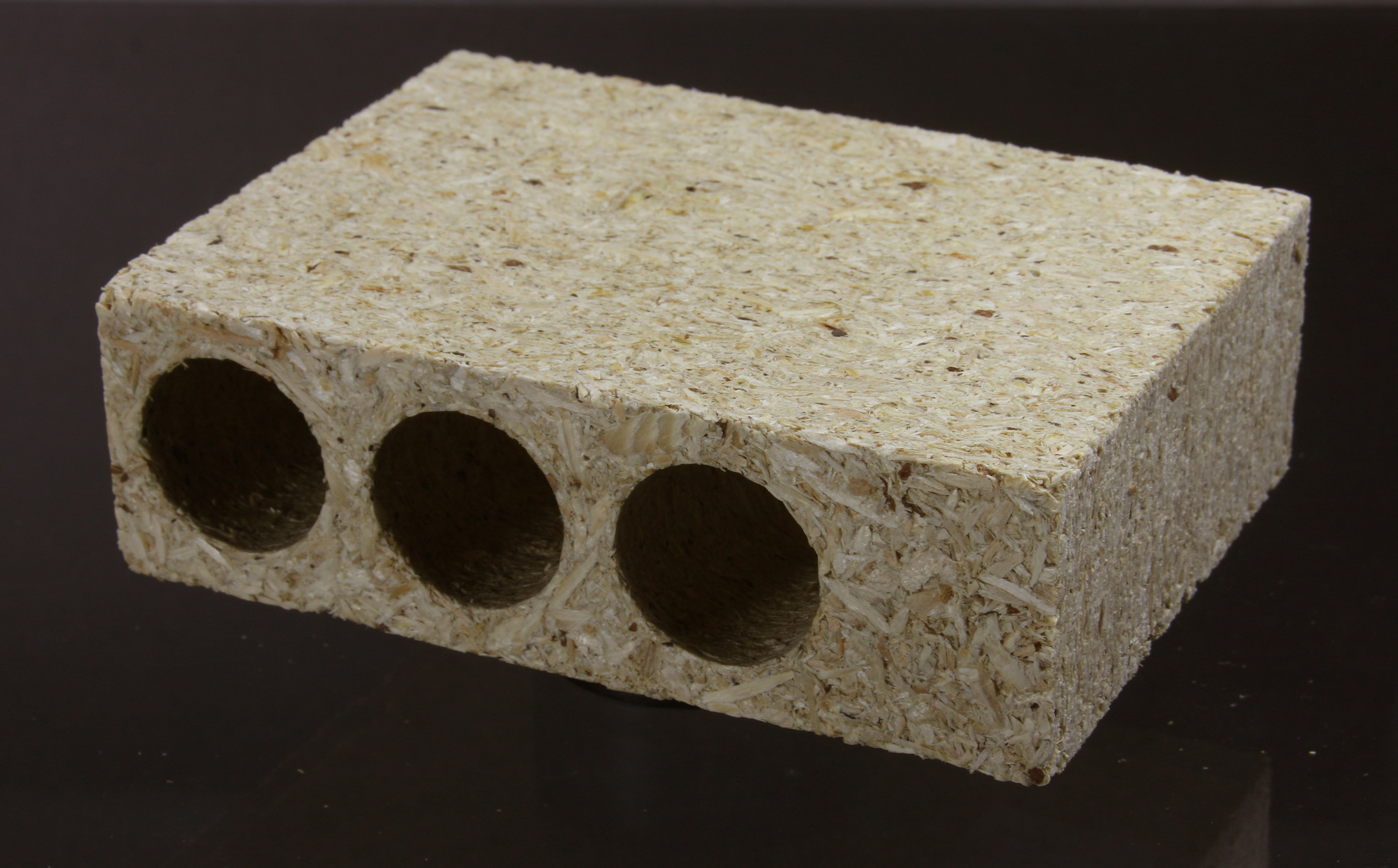
Panneau de particules de bois extrudé avec évidements tubulaires

Un panneau de particules, appelé aussi aggloméré, est un matériau en plaque fabriqué sous pression et chaleur à partir de particules de bois avec addition d'un liant,. Il fait partie des panneaux modernes à base de bois. Les résines incorporées dans les panneaux de particules sont de type thermodurcissable, donc insolubles et infusibles, leur polymérisation étant irréversible. En règle générale, la réticulation des thermodurcissables est favorisée par un agent réactif, agissant comme catalyseur pour accélérer leur transition de la phase liquide à la phase solide, aussi appelée gélification.  
Malgré leurs propriétés mécaniques globalement plus faibles que celles du bois massif, les panneaux agglomérés se distinguent par une meilleure uniformité, ceci rend leur emploi sujet à l'utilisation de plus petits facteurs de sécurité dans les différentes applications. Ils se démarquent également par leurs excellentes propriétés antifongiques et sont moins vulnérables aux attaques d'insectes. D'autres avantages permettent aux panneaux agglomérés de se différencier par rapport aux produits traditionnels de bois, comme la possibilité de les fabriquer selon des dimensions plus importantes que celles obtenues à partir des coupes de sciage, en plus de pouvoir améliorer leur résistance au feu, leur conductivité thermique et leur fini de surface.  
L'épaisseur d'un panneau de particules de bois varie entre 3 et 70 mm. Les épaisseurs importantes sont généralement réservées à la réalisation de cloisons. Les épaisseurs intermédiaires, 25 à 40 mm, sont destinées à la réalisation de plans de travail.
Ce type de panneau est composé de copeaux de bois plus gros que ceux des panneaux de fibres à densité moyenne et des panneaux de fibres à haute densité. Ce n'est pas la seule différence : les panneaux de particules sont réalisés à base de copeaux coupés-broyés alors que les panneaux de fibres, comme son nom l'indique, sont confectionnés avec du bois défibré, sans liant pour tous sauf pour les panneaux de fibres à densité moyenne (ou MDF). La proportion de résine ajoutée aux panneaux de particules dépend de son type et  des performances physico-mécaniques cibles, elle varie toutefois entre 4 et 12%. Dans les panneaux de particules destinés aux meubles, par exemple, les colles utilisées depuis les années 80, Isiocyanates, avec 1 % de colle, par rapport à la masse de bois anhydre. De fait les PdeP ne rejettent plus d'Urée. De la paraffine en émulsion est également ajoutée pour favoriser la stabilité dimensionnelle des panneaux et représente de 0.5% à 2% de leur composition. 

## Typologie
Les différents types de panneaux de particules de bois peuvent être répartis en fonction de la direction d'application de la pression sur le produit, et de la nature ainsi que la position des particules:
| Direction de la pression appliquée, lors de la fabrication, par rapport aux faces | Panneaux                                     | Positionnement des particules |
| --------------------------------------------------------------------------------- | -------------------------------------------- | --- |
| Perpendiculairement                                                               | Mono-couches                                 | Particules grosses et fines en proportion égale dans l'épaisseur du panneau                                                                |
| Perpendiculairement                                                               | Multi-couches                                | Les particules fines forment les deux couches externes, les particules grosses forment la couche intermédiaire                             |
| Perpendiculairement                                                               | A couches progressives (de densité variable) | Les dimensions des particules varient de façon continue, les plus grosses dans la couche médiane jusqu'aux plus fines aux faces du panneau |
| Parallèlement                                                                     | Extrudés sans évidements tubulaires          | Particules grosses et fines en proportion égale dans l'épaisseur du panneau, le panneau est plein                                          |
| Parallèlement                                                                     | Extrudés avec évidements tubulaires          | Particules grosses et fines en proportion égale dans l'épaisseur du panneau, le panneau comporte des évidements tubulaires                 |

## Fabrication
Les particules de bois sont à base de copeaux, sciures, farine de bois et divers déchets de scierie. 
En 2020, des travaux de recherche ont démontré la possibilité d'incorporer les résidus de bois recyclé issus des chantiers de construction, rénovation et démolition (CRD).
Les panneaux de particules de bois sont fabriqués selon un procédé appelé sec ou à sec. Lors de ce procédé, un liant est utilisé. Ce liant peut être :
- organique (majorité des cas) : résine comme les phénols-formaldéhydes, urées-formaldéhydes, mélamine-formaldéhyde et  d'isocyanate (majoritairement utilisé de nos jours pour les panneaux dits d'intérieur). Les phénols-formaldéhydes sont utilisés pour les panneaux destinés à un milieu humide, dalles de toiture, bardage etc. Ce liant permet d'obtenir un collage dit non réversible, c'est-à-dire que le liant ne revient pas à son état pâteux au contact de l'eau ou d'une forte humidité.
- inorganique (plus rarement) : ciment (panneau de particules liées au ciment), magnésie.
- Biosourcé : tannins[3].

Ce procédé suit les étapes suivantes : broyage des morceaux de bois pour former des particules, séchage des particules, triage des particules, encollage des particules, conformation du mat, pressage, cuisson, stabilisation, Mise à dimensions, ponçage.
Les panneaux de particules de bois sont bon marché et faciles à utiliser. Il faut cependant prendre des précautions pour l'usinage (fraisage...) car la colle contenue dans la couche de surface est un redoutable abrasif conduisant à une détérioration très rapide de l'outil. Des outils au carbure sont recommandés dans ce cas.

## Impact sanitaire
Les panneaux à base de liants organiques contiennent généralement et émettent du formaldéhyde, molécules contributrices aux risques de leucémie et cancers. Il peut s'agir d'un des principaux polluants intérieurs.
Depuis les années 1980, l'usage généralisé de liant isocyanate a permis de supprimer ce problème de « polluant intérieur », cela par la suppression des urées. L'introduction des résines biosourcées comme les tannins durcis à l'hexaméthylènetétramine (hexamine) a également rendu possible la fabrication de panneaux exempts de formaldéhyde mais uniquement adaptés à une utilisation intérieure en raison de leur faible résistance à l'eau et à l'humidité. 

## Utilisation
Les panneaux de particules de bois peuvent être utilisés en :
- construction : dalles de planchers, paroi, gros œuvre sur toiture ;
- ameublement : mobilier de cuisine et de salle de bain, agencement de magasin.